# ماريا ريسا
ماريا أ. ريسا (مواليد 2 أكتوبر 1963)، هي صحافية ومؤلفة فلبينية أمريكية، وهي المؤسس المشارك والرئيس التنفيذي لشركة رابلر، وأول فلبينية حائزة على جائزة نوبل للسلام عام 2021. أمضت في السابق ما يقرب من عقدين من الزمن تعمل بوصفها مراسلة استقصائية رئيسية في جنوب شرق آسيا لشبكة «CNN».
أُدرجت ريسا في قائمة شخصية العام للتايمز 2018 باعتبارها واحدة من مجموعة من الصحفيين من جميع أنحاء العالم لمكافحة الأخبار المزيفة. وريسا هي واحدة من 25 شخصية بارزة في هيئة المعلومات والديمقراطية التي أطلقتها «مراسلون بلا حدود».

## مسيرتها
عقب وفاة والدها انتقلت والدتها مع ابنتيها إلى الولايات المتحدة، وتزوجت من رجل إيطالي أمريكي تبنى الطفلتين واتخذت منه ماريا اسمها الأخير.
درست ريسا علم الأحياء الجزيئي والمسرح عندما كانت طالبة جامعية في جامعة برينستون؛ حيث تخرجت بامتياز مع درجة البكالوريوس. وحصلت على شهادة في اللغة الإنجليزية وشهادات في المسرح والرقص عام 1986، ثم حصلت على زمالة فولبرايت لدراسة المسرح السياسي في جامعة الفلبين ديليمان، حيث قامت أيضاً بتدريس العديد من دورات الصحافة بوصفها عضو هيئة تدريس في الجامعة.
لريسا مسار مهني وظيفي ناجح؛ حيث عملت في المحطة الحكومية «PTV 4»، ثم شاركت في تأسيس شركة الإنتاج المستقلة «Probe» في عام 1987، وشغلت في الوقت نفسه منصب مدير مكتب «CNN» في مانيلا حتى عام 1995، ثم أدارت مكتب «CNN» في جاكرتا من 1995 إلى 2005. بصفتها مراسلة استقصائية رئيسية لشبكة «سي إن إن» في آسيا، تخصصت في التحقيق في الشبكات الإرهابية، ثم أصبحت كاتبة مقيمة في المركز الدولي لأبحاث العنف السياسي والإرهاب «ICPVTR» التابع لكلية «S. Rajaratnam» للدراسات الدولية بجامعة نانيانغ التكنولوجية في سنغافورة.
ريسا هي زميلة في مبادرة الاقتصاد الرقمي في معهد ماساتشوستس للتكنولوجيا، وقامت بتدريس دورات في السياسة والصحافة في جنوب شرق آسيا لجامعة برينستون، والصحافة الإذاعية لجامعة الفلبين ديليمان.
كما أن لديها عدداً من الكتب حول الإرهاب في جنوب شرق آسيا منها بذور الإرهاب: رواية شاهد عيان لمركز القاعدة الجديد، ومن بن لادن إلى فيسبوك: 10 أيام من الاختطاف، 10 سنوات من الإرهاب.

### جائزة نوبل
«عالم بلا حقائق يعني عالماً خالياً من الحقيقة والثقة». هكذا ترى الصحفية الفلبينية ماريا ريسا التي حصدت جائزة نوبل للسلام لعام 2021، مناصفة مع الصحفي الروسي دميتري موراتوف.
تم اختيار ريسا وموراتوف من بين 329 مرشحاً؛ حيث يُعد كلا الصحفيين رمزين لحرية المعلومات والتعبير، ويدعمان هذه القيم التي قد تعرضهما للعديد من الأخطار.
ماريا ريسا هي أول فلبينية تحصل على هذه الجائزة، وكذلك أول امرأة تحصل على جائزة نوبل ذاك العام، وحسب موقع «sea.mashable.com» وَفْقَ مقابلة مع رويترز في مانيلا، وصفت ريسا الجائزة بأنها «اعتراف عالمي بدور الصحفي في رأب عالمنا المكسور وإصلاحه».
وحسب الصفحة الرسمية لجائزة نوبل للسلام عبر موقع التواصل الاجتماعي «تويتر» قالت رئيسة لجنة جائزة نوبل بيريت ريس أندرسن «منحت اللجنة كلاً من ريسا وموراتوف الجائزة؛ لنضالهما الشجاع من أجل حرية التعبير والفكر، في الفلبين وروسيا، ممثلين، في الوقت نفسه، عن جميع الصحفيين، الذين يقفون دفاعاً عن هذه الأفكار، في عالم تواجه فيه الديمقراطية وحرية الصحافة ظروفاً صعبة».

## تأسيس رابلر
أنشأت ريسا موقع الأخبار على الإنترنت «Rappler» في عام 2012 مع ثلاث مؤسسات أخريات وفريق صغير من 12 صحفياً ومطوراً. بدأت في البداية باعتبارها صفحة على «Facebook» باسم «MovePH» في أغسطس 2011، تطورت إلى موقع ويب كامل في 1 من يناير 2012. أصبح الموقع من أوائل المواقع الإخبارية للوسائط المتعددة في الفلبين وبوابة إخبارية رئيسية في الفلبين، وحصل على العديد من الجوائز المحلية والدولية.
في الآونة الاخيرة عانت الصحفية ريسا من ملاحقات قضائية نتيجة لنشر بعض من الصحفيين لمعلومات ووثائق تدين بعض الساسة في الفلبين وارتباطهم بصفقات فساد تقدر بملايين الدولارات، وعلى أثرها واجهت ريسا موجة من الدعاوى التي كان من الممكن أن تؤدي بها إلى السجن. وقد تكفلت أمل علم الدين بملف الدفاع عن ريسا عبر شركة المحاماة التي تعمل فيها، ولا تزال هناك قضايا وتهم كثيرة تواجه ريسا ولم يتم حسمها بعد.
وفي 9 أغسطس 2024، ألغت محكمة فيليبينية، حكماً بإغلاق الموقع، في انتصار قانوني لريسا وموقعها، بعدما خاضت العديد من المعارك القضائية التي رفعت خلال حكم الرئيس السابق رودريغو دوتيرتي، الذي كان في مرمى انتقادات ريسا بسبب الحرب التي أعلنها على المخدرات في العام 2016.